# تاريخ الوزارات العراقية في العهد الملكي
كتاب تاريخ الوزارات العراقية في العهد الملكي هو أحد مؤلفات المؤرخ عبد الرزاق الحسني يتحدث عن تاريخ الحكومات أو الوزارات العراقية في العهدالملكي، وتبلغ 59 وزارة من عام 1921 إلى عام 1958، وقد صدر الكتاب في 10 أجزاء.

عبد الرزاق الحسني

يتناول هذا الكتاب تاريخ الوزارات العراقية في العهد الملكي و البالغ عددها 59 وزارة بدأت من وزارة عبد الرحمن الكيلاني و التي تشكلت بتاريخ 25 تشرين الأول 1920 و أنتهت بوزارة أحمد بابان بتاريخ 14 تموز 1958 بالأضافة إلى أهم الاحداث التي حصلت قي العراق خلال هذه الفترة البالغ عددها 38 عاماً كثورة العشرين و انقلاب بكر صدقي و تمردات العشائر دورات مجلس النواب و الأعيان.

## الجزء الأول
يتناول الجزء الأول من كتاب تاريخ الوزارات العراقية بداية تأسيس المملكة العراقية و الأحداث التي رافقت الوزارات الست التي تشكلت من 11تشرين الثاني 1920 إلى 21 حزيران 1925 وهي:
1- الوزارة النقيبية الأولى
2- الوزارة النقيبية الثانية
3- الوزارة النقيبية الثالثة
4- وزارة عبد المحسن السعدون الأولى
5- الوزارة العسكرية الأولى
6- الوزارة الهاشمية الأولى

## الجزء الثاني
يتناول هذا الجزء الوزارات الست التي تأسست بين 26 حزيران 1925 إلى 13 تشرين الثاني 1929 وهي:
1- الوزارة السعدونية الثانية
2- الوزارة العسكرية الثانية
3- الوزارة السعدونية الثالثة
4- وزارة توفيق السويدي الأولى
5- الوزارة السعدونية الرابعة
6-وزارة ناجي السويدي

## الجزء الثالث
يتناول هذا الجزء الوزارات الخمس التي شكلت من يوم 23 آذار 1930 إلى يوم 9 أيلول 1933 وهي:
1-وزارة نوري السعيد الأولى
2- وزارة نوري السعيد الثانية
3- وزارة ناجي شوكت
4- وزارة رشيد عالي الكلاني الأولى
5- وزارة رشيد عالي الكلاني الثانية
و كيف استقل العراق وكذلك المعاهدة الأنجلو عراقية (1930) ووفاة الملك فيصل الأول.

## الجزء الرابع
يتناول هذاالجزء الوزارات الست التي تأسست من 9 تشرين الأول 1933 إلى 29 تشرين الأول 1936 وهي:
1- وزارة جميل المدفعي الأولى
2- وزارة جميل المدفعي الثانية
3- وزارة علي جودت الأيوبي الأولى
4- وزارة جميل المدفعي الثانية
5- وزارة ياسين الهاشمي الثانية
6- وزارة حكمت سليمان
وكذلك ثورة شيعة العراق 1935–1936 والحركة الأيزيدية وحركة بارازان وميثاق سعد آباد 

## الجزء الخامس
يتناول هذا الجزء الوزارات الثمان التي تشكلت من 11 آب 1937 إلى 29 نيسان 1941 وهي:
1- وزارة جميل المدفعي الرابعة
2- وزارة نوري السعيد الثالثة
3- وزارة نوري السعيد الرابعة
4- وزارة نوري السعيد الخامسة
5- وزارة رشيد عالي الكيلاني الثالثة
6-- وزارة طه الهاشمي
7- حكومة الدفاع الوطني
8- وزارة رشيد عالي الكيلاني الرابعة
و كذلك مقتل الملك غازي الذي توفي في أحداث غامضة وكذلك إعلان الحرب العالمية الثانية وأثرها على العراق وثورة رشيد عالي الكيلاني والحرب الأنجلو-عراقية 

## الجزء السادس
يتناول هذا الجزء الوزارات الست التي تشكلت من 2 حزيران 1941 إلى 22 شباط 1946 وهي:
1-وزارة جميل المدفعي الخامسة
2-وزارة نوري السعيد السادسة
3-وزارة نوري السعيد السابعة
4-وزارة نوري السعيد الثامنة
5-وزارة حمدي الباجه جي الأولى
6-وزارة حمدي الباجه جي الثانية

## الجزء السابع
يتناول هذا الجزء الوزارات الخمس التي تشكلت من 22 شباط 1946 إلى 12 حزيران 1948 وهي:
1-وزارة توفيق السويدي الثالثة
2-وزارة أرشد العمري الأولى
3-وزارة نوري السعيد التاسعة
4-وزارة صالح جبر
5-وزارة محمد الصدر

## الجزء الثامن
يتناول هذا الجزء الوزارات السبع التي تشكلت من 26 حزيران 1948 إلى 23 كانون الثاني 1953 وهي:
1-وزارة مزاحم الباجه جي
2-وزارة نوري السعيد العاشرة
3-وزارة علي جودت الأيوبي الثانية
4-وزارة توفيق السويدي الثالثة
5-وزارة نوري السعيد الحادية عشر
6-وزارة مصطفى محمود العمري
7-وزارة نور الدين محمود

## الجزء التاسع
يتناول هذا الجزء الوزارات الست التي تشكلت من 29 كانون الأول 1953 إلى 23 كانون الأول 1955 وهي:
1-وزارة جميل المدفعي السادسة
2-وزارة جميل المدفعي السابعة
3-وزارة محمد فاضل الجمالي الأولى
4-وزارة محمد فاضل الجمالي الثانية
5-وزارة أرشد العمري الثانية
6-وزارة نوري السعيد الثانية عشر

## الجزء العاشر
يتناول هذا الجزء الوزارات الخمس التي تشكلت من 17 كانون الأول 1955 إلى 13 تموز 1958 وهي:
1-وزارة نوري السعيد الثالثة عشر
2-وزارة علي جودت الأيوبي الثالثة
3-وزارة عبد الوهاب مرجان
4-وزارة نوري السعيد الرابعة عشر
5-وزارة أحمد مختار بابان
و كذلك يتحدث عن الاتحاد العربي  والحكومة المشتركة بين العراق والأردن والتي عرفت بـحكومة الاتحاد العربي